# سراوانی
سراوانی، روستایی است از توابع بخش قرقری شهرستان هیرمند در استان سیستان و بلوچستان ایران است.

## جمعیت
این روستا در دهستان قرقری قرار دارد و براساس سرشماری مرکز آمار ایران در سال ۱۳۸۵، جمعیت آن ۳۱۸ نفر (۶۸خانوار) بوده‌است.